# جاي سكوت آرمسترونغ
جاي سكوت آرمسترونغ (بالإنجليزية: J. Scott Armstrong) هو عالم أمريكي، ولد في 26 مارس 1937.